# Zilla diodia
Zilla diodia là một loài nhện trong họ Araneidae.
Loài này thuộc chi Zilla. Zilla diodia được Charles Athanase Walckenaer miêu tả năm 1802.

## Phân loài
- Zilla diodia embrikstrandi, Gábor von Kolosváry, 1938

## Hình ảnh

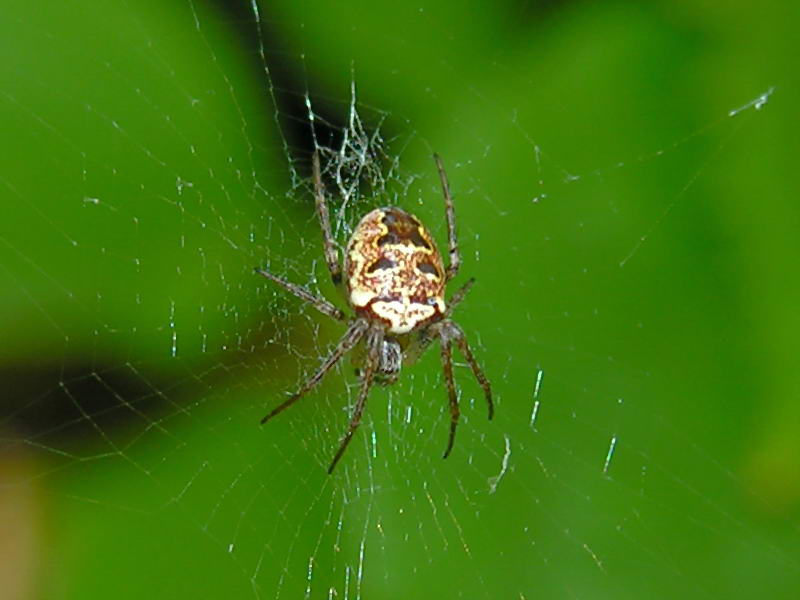
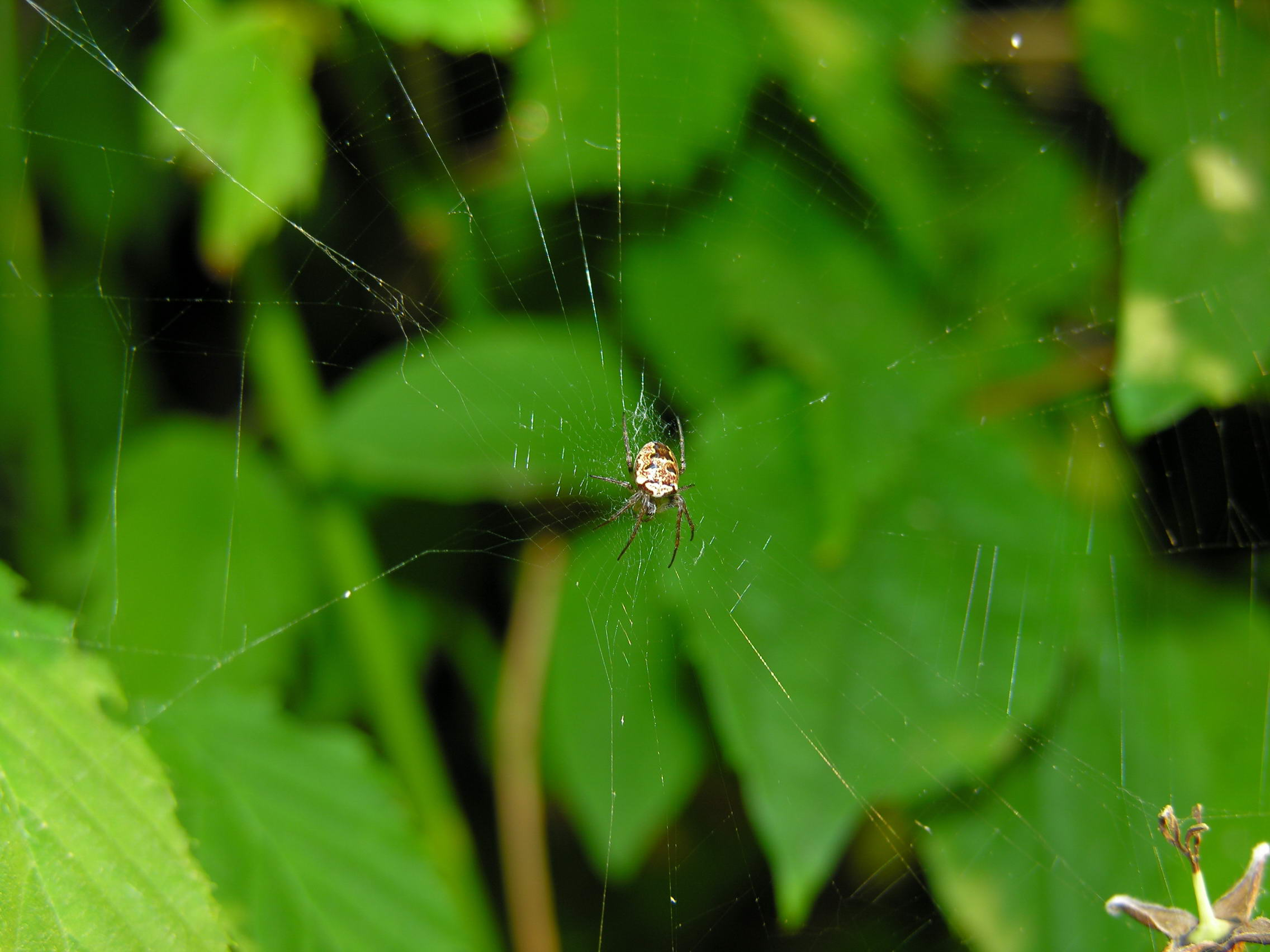
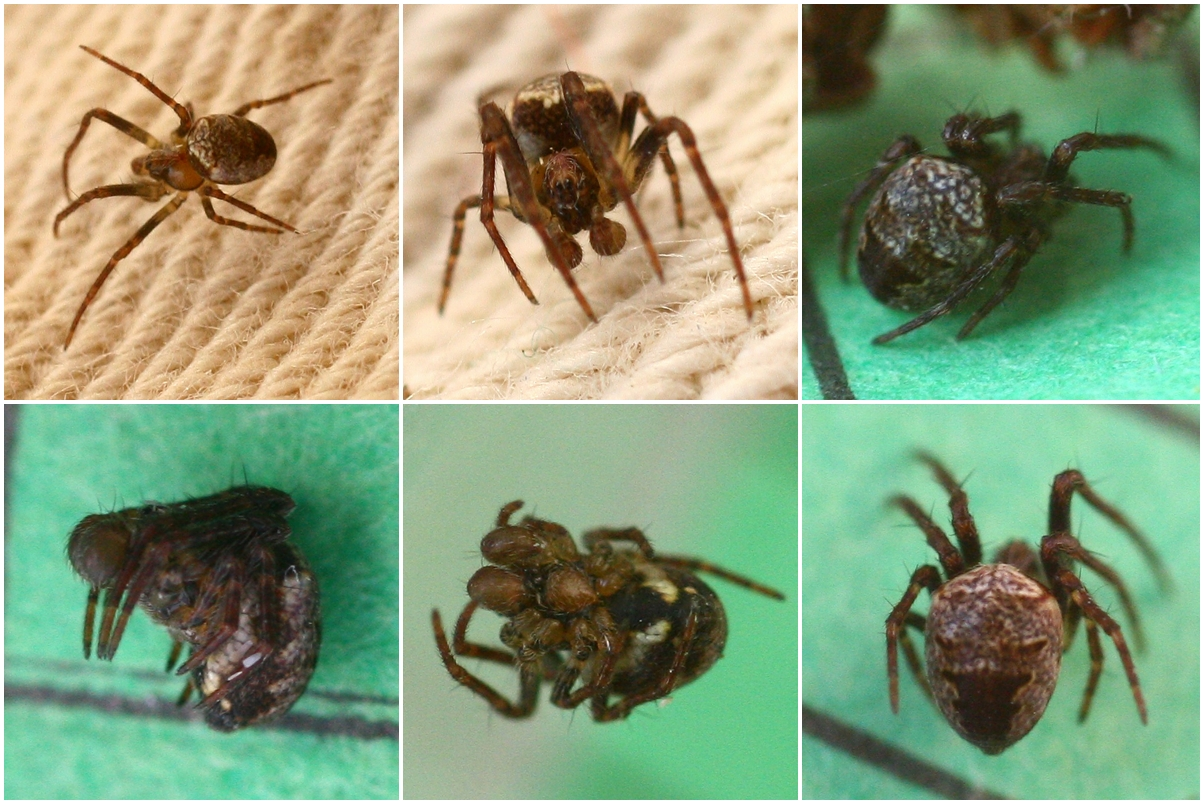
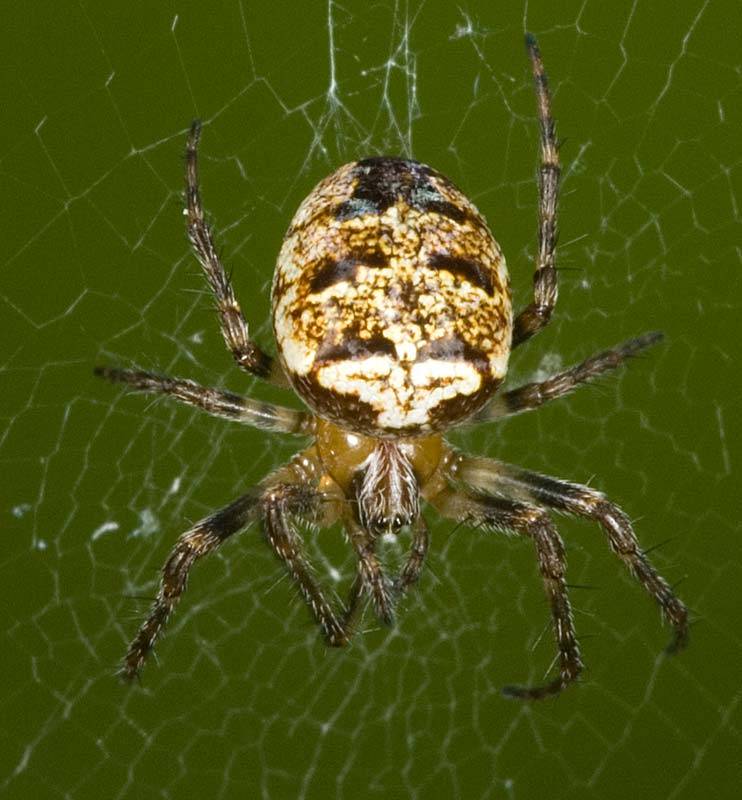